# Pinežskij rajon
Il Pinežskij rajon (in russo Пинежский район?) è un rajon (distretto russo) dell'Oblast' di Arcangelo, in Russia. Il centro amministrativo è la città di Karpogory, con 5 000 abitanti, che dista 800 chilometri da Mosca.

## Città
- Karpogory (Карпогоры)